# Input/output
In informatica, con input/output o ingresso/uscita (abbreviato I/O) si intendono tutte le interfacce informatiche messe a disposizione da un sistema operativo ai programmi, per effettuare un cambio o svincolo di dati o segnali. Sono anche i due componenti fondamentali delle operazioni effettuate da un elaboratore: collegate a queste interfacce nell'interazione con l'utente ci sono le varie periferiche di I/O.

## Descrizione
Gli input sono i dati che il programma riceve in ingresso mentre gli output sono i dati che il programma trasmette in uscita verso un soggetto terzo. Anche i dati salvati su disco rigido sono output dato che vengono inviati al gestore delle periferiche che provvede a memorizzarli nella memoria magnetica. Anche l'utente utilizza dispositivi di I/O infatti, per esempio il mouse, la tastiera, il gamepad, lo scanner, i lettori ottici e il microfono sono dispositivi di Input mentre il monitor, la stampante e le casse audio sono dispositivi di Output.
Oltre a dispositivi di carattere fisico i programmi e il sistema operativo hanno dei dispositivi di I/O che sono a loro volta dei componenti software. Questi consentono la comunicazione tra processi e quindi consentono agli applicativi di scambiarsi dati e di sincronizzarsi se necessario. In elettronica questo termine viene usato per designare dei pin dei circuiti integrati (ed in particolar modo dei microprocessori) che hanno funzioni sia di ingressi che di uscite.

### Dati di output
All'inizio l'output era costituito dall'accensione o meno di mini lampadine organizzate in file orizzontali sul pannello di controllo dell'elaboratore, cioè bit, da interpretare in esadecimale oppure ottale o in binario. Esempio di dispositivi di output, specialmente per quello finale, sono i display oppure le stampanti. Le interfacce grafiche consentono di avere un output più facilmente comprensibile. Sono presenti anche gli altoparlanti, che consentirono anche un output sonoro.